# Ewa Lipińska
Ewa Anna Lipińska – polska językoznawczyni, dr hab. nauk humanistycznych, profesor uczelni Centrum Języka i Kultury Polskiej w Świecie Wydziału Polonistyki Uniwersytetu Jagiellońskiego.

## Życiorys
24 stycznia 2002 obroniła pracę doktorską Proces stawania się dwujęzycznym. Studium przypadku polskiego chłopca w Australii, 4 grudnia 2013 habilitowała się na podstawie pracy zatytułowanej Cykl publikacji z zakresu badań nad Polonią, tożsamością etniczną, oświatą polonijną i dwujęzycznością. Zajmuje się zagadnieniami języka polskiego w środowiskach polonijnych (w kontekście adaptacji i bilingwizmu) oraz metodyką nauczania języka polskiego jako obcego.